# Leonard Bosack
Leonard Bosack, także Len Bosack (ur. 1952 w Filadelfii na terenie Pensylwanii) – amerykański przedsiębiorca pochodzenia polskiego, informatyk i współzałożyciel jednej z największych światowych producentów z branży techniki informatycznej i elektronicznej – Cisco Systems. Bosack odpowiada za popularyzację i komercjalizację techniki LAN (lokalna sieć komputerowa). Obecnie jest prezesem XKL, opracowującej technologię optycznego przesyłania danych. Stworzył także wytwórnię płytową Sono Luminus.

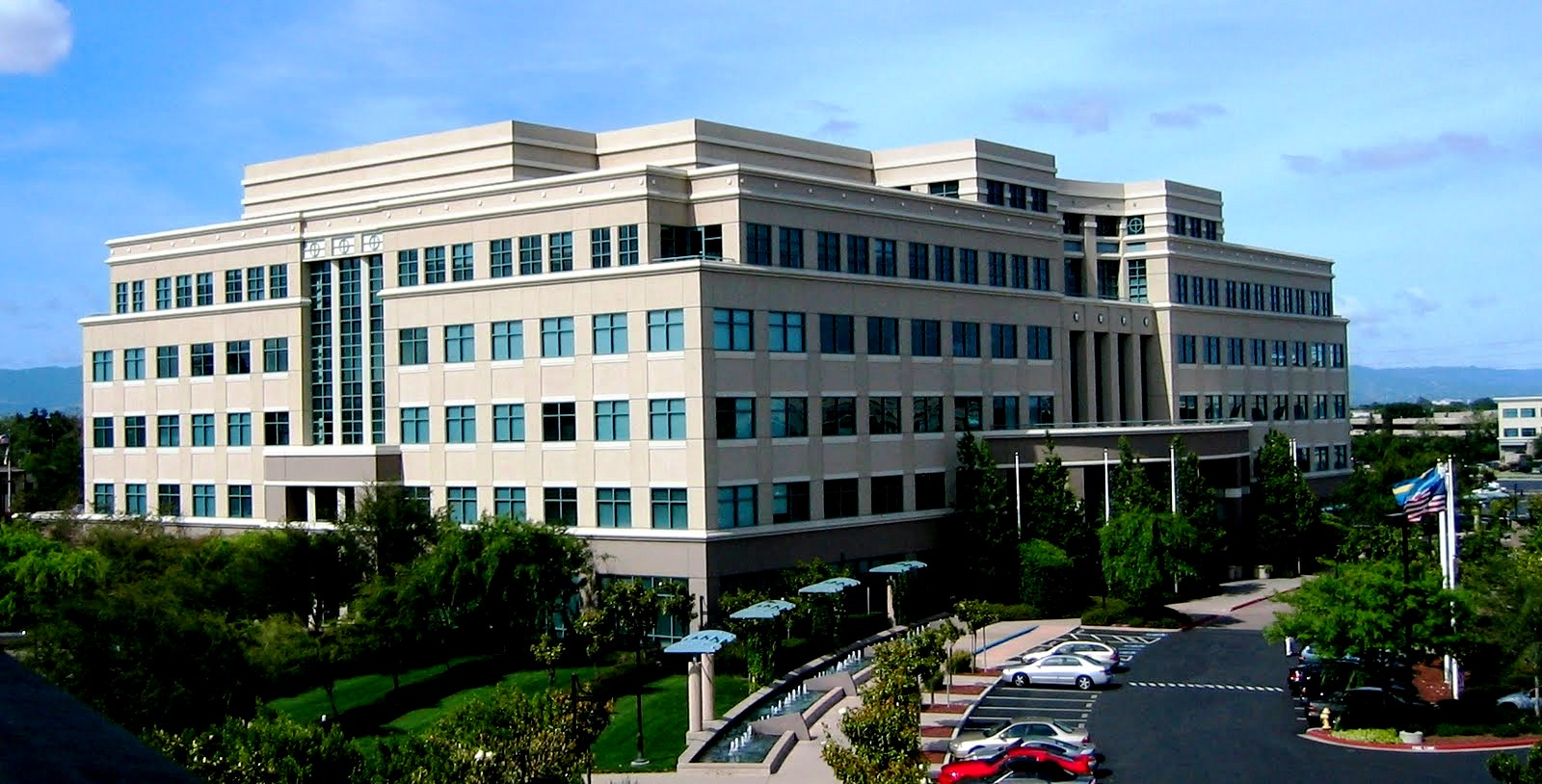
Siedziba Cisco Systems w San Jose – przedsiębiorstwo współzałożone przez L. Bosacka

## Życiorys

### Dzieciństwo i wczesna kariera
Leonard Bosack urodził się w polskiej i katolickiej rodzinie w Pensylwanii w Stanach Zjednoczonych.
L. Bosack ukończył La Salle College High School na terenie Wyndmoor (hrabstwo Montgomery) w 1969 roku. W 1973 roku L. Bosack skończył naukę w University of Pennsylvania School of Engineering and Applied Science i dołączył do Digital Equipment Corporation (DEC) jako inżynier. W 1979 roku został przyjęty na Uniwersytet Stanforda i zaczął studiować informatykę. Podczas pobytu na Uniwersytecie Stanford został uznany za inżyniera wsparcia dla projektu z 1981 roku, który połączył wszystkie komputery mainframe, minis, maszyny LISP i Altos.
Jego wkład polegał na pracy na routerze sieciowym, który pozwalał sieci komputerowej pod jego kierownictwem udostępniać dane z Computer Science Lab z siecią szkoły Stanford Graduate School of Business. Pracował także w Uniwersytecie Stanforda jako menadżer pracowni komputerowej. Razem z małżonką (Sandrą Lerner) w 1984 roku założyli Cisco Systems w Menlo Park.

### Kariera
Po ukończeniu Uniwersytetu Pensylwanii L. Bosack pełnił funkcje kierownicze w AT&T oraz Bell Labs (obecnie część Alcatel-Lucent) i Digital Equipment Corporation. Został magistrem informatyki na Uniwersytecie Stanforda, gdzie objął stanowisko Dyrektora ds. Urządzeń Komputerowych na uniwersyteckim Wydziale Informatyki. Będąc w Stanford, L. Bosack był kluczowym współtwórcą powstającej technologii sieciowej napędzanej przez Departament Obrony USA zwany ARPAnet. Korzystając ze swojej rosnącej wiedzy w dziedzinie sieci, on i zespół współpracowników z powodzeniem połączyli 5000 komputerów uniwersytetu na terenie kampusu o powierzchni 16 mil kwadratowych, przezwyciężając problemy związane z niekompatybilnością, aby stworzyć pierwszy prawdziwy system LAN.
L. Bosack jest bogaczem, w 2014 r. majątek wynosił ponad 200 milionów dolarów amerykańskich.

#### XKL
XKL, którą prowadzi identyfikuje problemy w powstającej infrastrukturze sieci, przeszkody staną się widoczne dla społeczności internetowej. Dzięki takiemu wybiegającemu w przyszłość podejściu, XKL zapewnia rozwiązania niezbędne dla przyszłego wzrostu i rozwoju branży telekomunikacyjnej. Celem jest zapewnienie bardziej zautomatyzowanego, bardziej dynamicznego podejścia do zarządzania ruchem sieciowym niż obecne techniki.

#### Cisco Systems
Przedsiębiorstwo założono w 1984 roku przez małżonków Leonarda Bosacka i Sandrę Lerner. Nazwa Cisco pochodzi od pobliskiego uniwersytetowi miasta San Francisco. Natomiast logo symbolizuje most Golden Gate i przebieg sygnału. W 1990 Bosack i Lerner odeszli z przedsiębiorstwa pobierając odprawę w wysokości 170 milionów USD.

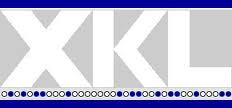
Logo XKL

### Życie prywatne
Swoją żonę, Sandrę Lerner poznał na uniwersytecie, gdzie była kierownikiem laboratorium Business School; para pobrała się w 1980 roku.
Obecnie rozwiedzeni.

## Nagrody
Leonard Bosack w 2009 roku, wraz z żoną Sandy Lerner, wygrał nagrodę Computer Entrepreneur Award za założenie Cisco Systems i rozwój komercjalizacji technologii trasowania oraz za głębokie zmiany, jakie ta technologia umożliwiła w branży komputerowej.

## Charytatywność
L. Bosack wraz z Sandrą Lerner wspólnie tworzą fundację charytatywną, w której 70% pieniędzy pochodzi ze sprzedaży akcji Cisco Systems. Fundacja jest znana z finansowania szerokiej gamy projektów dotyczących dobrostanu zwierząt i nauki, takich jak The Center for Conservation Biology na University of Washington. Kupił także angielski dwór, Chawton House, niegdyś własnością brata Jane Austen, który stał się centrum badań nad pisarzami z XVIII i XIX wieku.